# Biomphalaria schrammi
Biomphalaria schrammi е вид коремоного от семейство Planorbidae. Видът не е застрашен от изчезване.

## Разпространение
Разпространен е в Бразилия (Акри, Алагоас, Амапа, Баия, Гояс, Еспирито Санто, Мараняо, Мато Гросо, Мато Гросо до Сул, Минас Жерайс, Пара, Параиба, Пернамбуко, Пиауи, Рио Гранди до Норти, Рио де Жанейро, Рондония, Рорайма, Сао Пауло, Сеара, Сержипи, Токантинс, Триндади и Мартин Вас и Фернандо ди Нороня), Гваделупа и Куба.